# Okręty podwodne typu Farfadet
Okręty podwodne typu Farfadet – francuskie okręty podwodne z początku XX wieku. W latach 1900–1903 w stoczni Arsenal de Rochefort zbudowano cztery okręty tego typu. Jednostki weszły w skład Marine nationale w latach 1902–1903. Dwie spośród nich utracono w wypadkach, a wszystkie wycofano ze służby przed wybuchem I wojny światowej.

## Projekt i budowa
Okręty typu Farfadet zostały zaprojektowane przez inż. Gabriela Maugasa, który bazował na wcześniejszych konstrukcjach Gastona Romazzottiego. Okręty posiadały wyłącznie napęd elektryczny, przez co miały niewielki zasięg.
Cztery okręty typu Farfadet zamówione zostały 26 września 1899 roku. Wszystkie zbudowane zostały w Arsenale w Rochefort. Stępki okrętów położono w 1900 roku, a zwodowane zostały w latach 1901–1903. Koszt budowy pojedynczego okrętu wyniósł 32 000 £.
| Okręt           | Stocznia             | Początek budowy | Wodowanie        | Wejście do służby |
| --------------- | -------------------- | --------------- | ---------------- | ----------------- |
| „Farfadet” (Q7) | Arsenal de Rochefort | 1900            | 17 maja 1901     | 1902              |
| „Korrigan” (Q8) | Arsenal de Rochefort | 1900            | 25 stycznia 1902 | 1902              |
| „Gnôme” (Q9)    | Arsenal de Rochefort | 1900            | 24 lipca 1902    | 1903              |
| „Lutin” (Q10)   | Arsenal de Rochefort | 1900            | 12 lutego 1903   | 1903              |

## Dane taktyczno–techniczne
Jednostki typu Farfadet były małymi okrętami podwodnymi o konstrukcji jednokadłubowej. Długość całkowita wykonanych ze stali jednostek wynosiła 41,3 metra, szerokość 2,9 metra i zanurzenie 2,6 metra. Wyporność w położeniu nawodnym wynosiła 185 ton, a w zanurzeniu 202 tony. Okręty napędzane były na powierzchni i pod wodą przez silnik elektryczny Hillairet-Huguet o mocy 183 koni mechanicznych (KM). Jednośrubowy układ napędowy zapewniał prędkość 6,1 węzła na powierzchni i 4,3 węzła w zanurzeniu. Zasięg wynosił 115 Mm przy prędkości 5,3 węzła w położeniu nawodnym oraz 28 Mm przy prędkości 4,3 węzła pod wodą. Dopuszczalna głębokość zanurzenia wynosiła 30 metrów.
Okręty wyposażone były w cztery zewnętrzne wyrzutnie torped kalibru 450 mm, bez torped zapasowych. Załoga jednego okrętu składała się z 16 oficerów, podoficerów i marynarzy.

## Przebieg służby
Okręty typu Farfadet zostały wcielone do służby w Marine nationale w latach 1902–1903. Jednostki otrzymały numery taktyczne Q7-Q10. Okręty pełniły służbę na Morzu Śródziemnym. Dwa z nich utracono w nieszczęśliwych wypadkach: 5 lipca 1905 roku w Bizercie zatonął „Farfadet”, tracąc 14 członków załogi, a jego los podzielił 16 października 1906 roku „Lutin”, który również zatonął wraz z całą, 16-osobową załogą w tym samym porcie. Obie jednostki podniesiono, jednak tylko „Farfadet” powrócił do służby we wrześniu 1909 roku pod nazwą „Follet” (skreślono go z listy floty 22 listopada 1913 roku).
Pozostałe okręty wycofano ze służby w latach 1906–1907.